# Trichrous nigripes
Trichrous nigripes är en skalbaggsart som beskrevs av Fisher 1942. Trichrous nigripes ingår i släktet Trichrous och familjen långhorningar. Inga underarter finns listade i Catalogue of Life.